# Hofgut Mauer

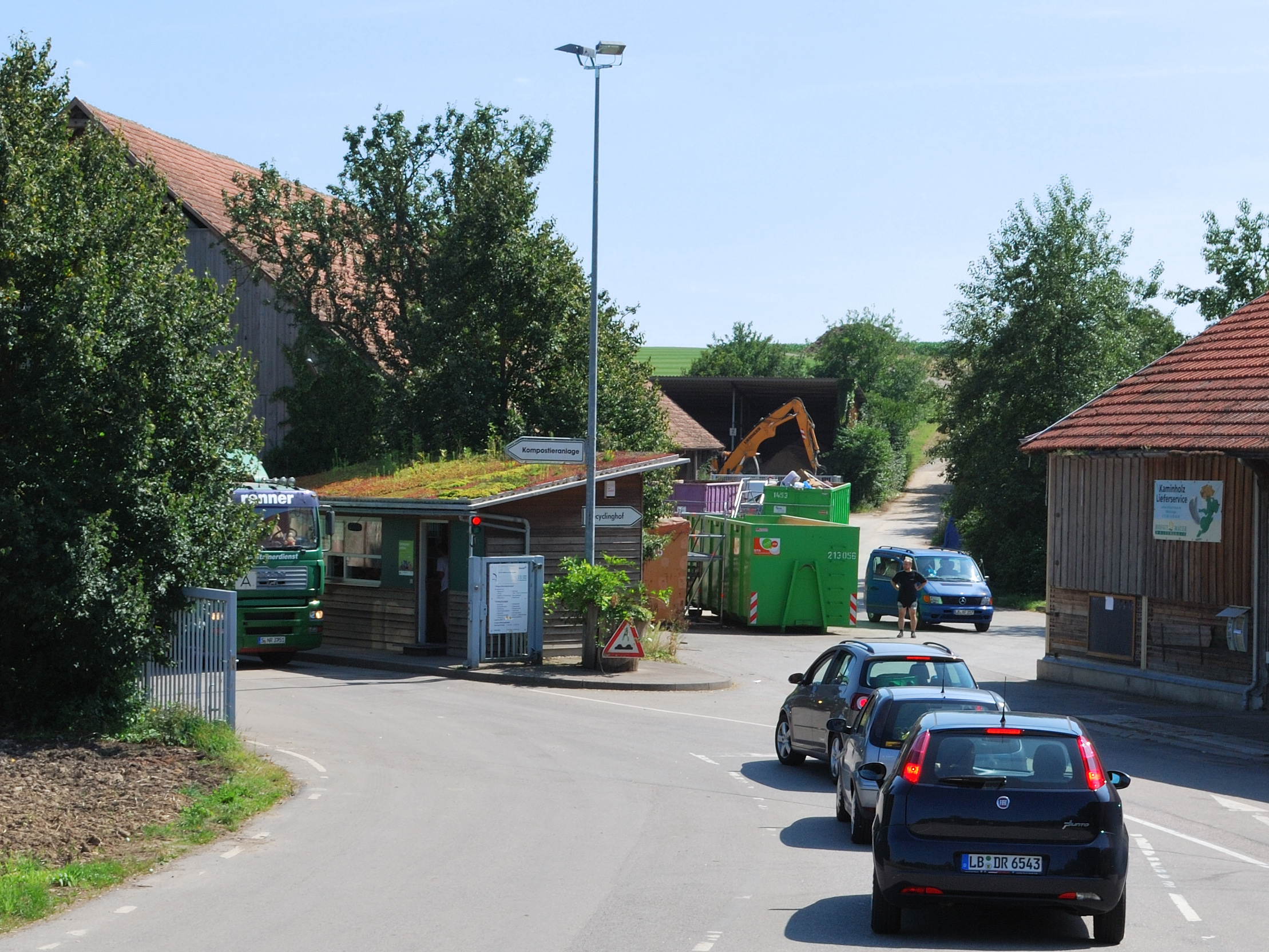
Eingang zum Recyclinghof und zur Kompostieranlage

Das Hofgut Mauer ist ein Gutshof im Strohgäu. Er liegt zwischen den Orten Münchingen, Schwieberdingen und Ditzingen auf der Gemarkung von Münchingen und gehört zur Stadt Korntal-Münchingen. 
Die in einem Grabungsschutzgebiet liegende Hofgutanlage, hervorgegangen aus einer römischen Villa rustica, war ab dem 12. Jahrhundert im Besitz des Klosters Hirsau. 1318 ging der Besitz an das Haus Württemberg über. Der Gesamtkomplex wurde aufgeteilt und hatte bis Anfang des 18. Jahrhunderts mehrere Eigentümer. Ab 1497 gehörte ein Teil des Gutshofs der Familie von Nippenburg und nach deren Erlöschen 1646 der Familie von Stockheim als Erben. Durch Heirat der Juliane von Stockheim mit Ernst Ludwig von Leutrum fiel er 1685 zunächst anteilig, später ganz an die Familie Leutrum von Ertingen, die noch heute Eigentümer ist.

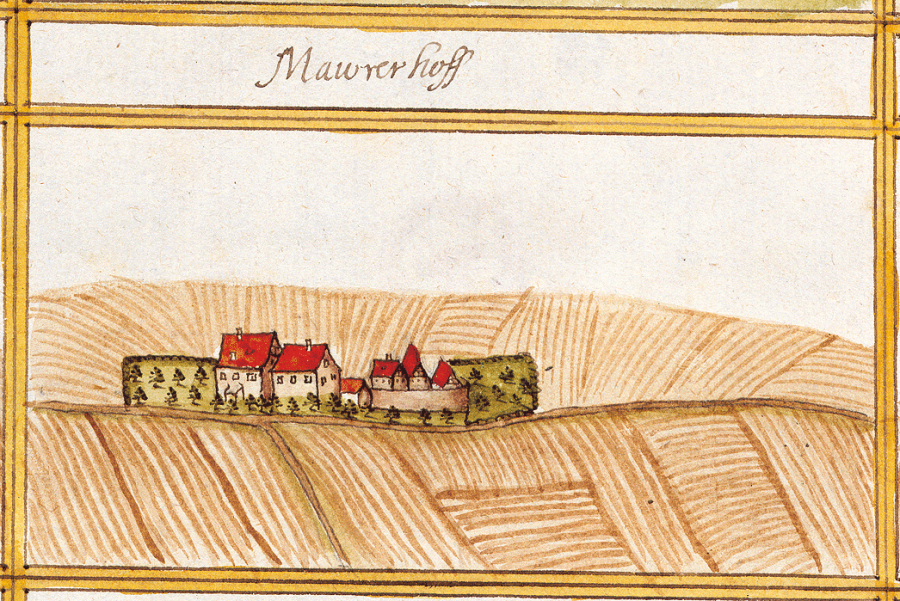
Hofgut Mauer 1682, Forstlagerbuch von Kieser

Um das Jahr 1600 wurde die Anlage um zwei Fachwerkhäuser, eines davon mit hohem massivem Erdgeschoss und Staffelgiebel, erweitert. Vor der überdachten, zweiarmigen Freitreppe befinden sich die Reste einer römischen Steinsäule. 

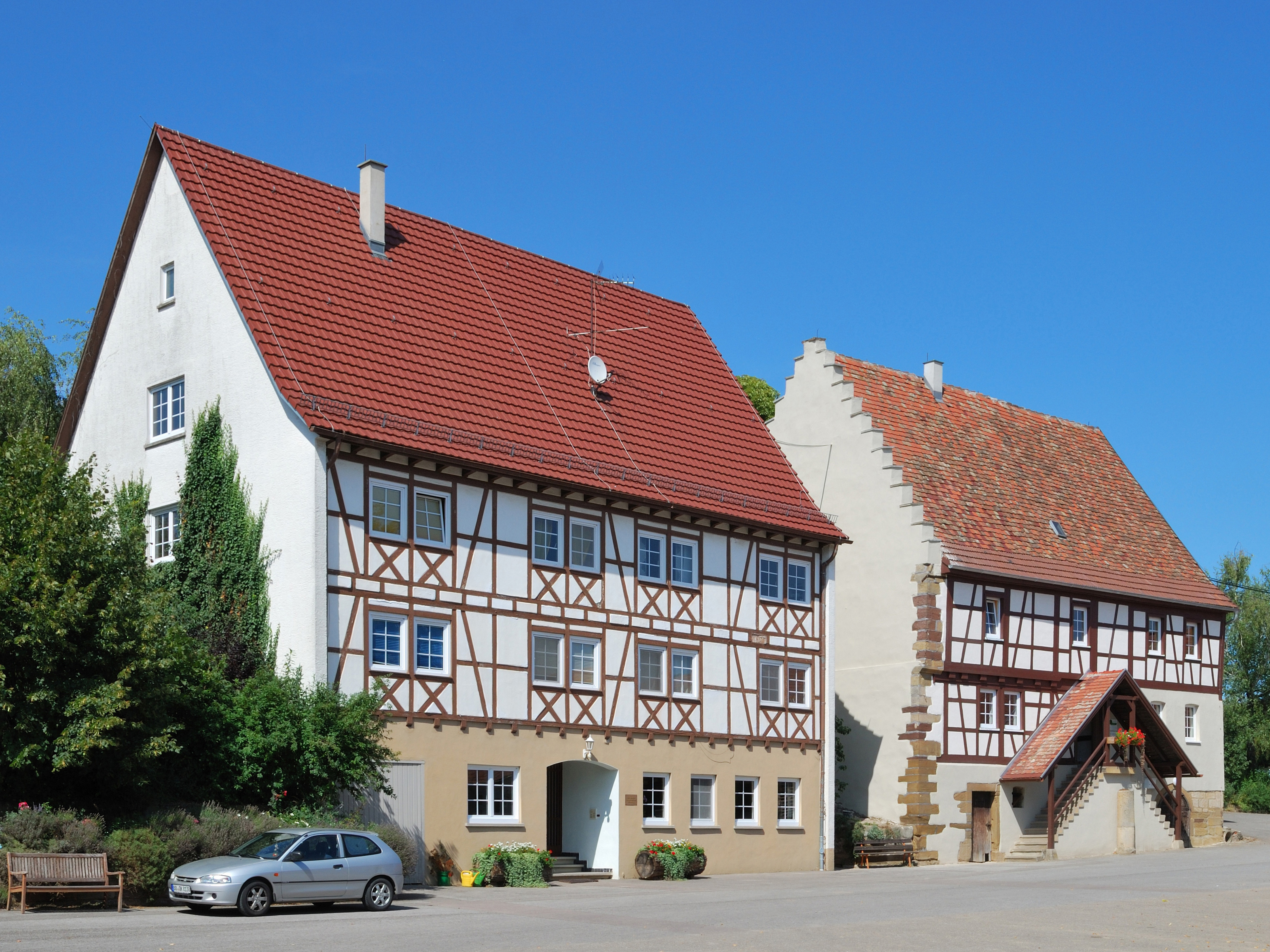
Fachwerkhäuser auf dem Hofgut

Im 15. Jahrhundert wurde auch eine Kapelle errichtet, die am 27. April 1496 (am selben Tag wie die Johanneskirche in Münchingen) vom Bischof von Konstanz geweiht wurde. Wie lange diese Kapelle bestanden hat, ist nicht bekannt.
Die Landwirtschaft war ab 1876 für einige Jahre an die Zuckerfabrik Stuttgart verpachtet, die auf den Flächen Zuckerrüben anbauen ließ. Heute werden neben der klassischen Landwirtschaft unter anderem eine Kompostieranlage und ein Recyclinghof betrieben; zudem wird Rollrasen und Kaminholz verkauft.